# Alan Wakeman

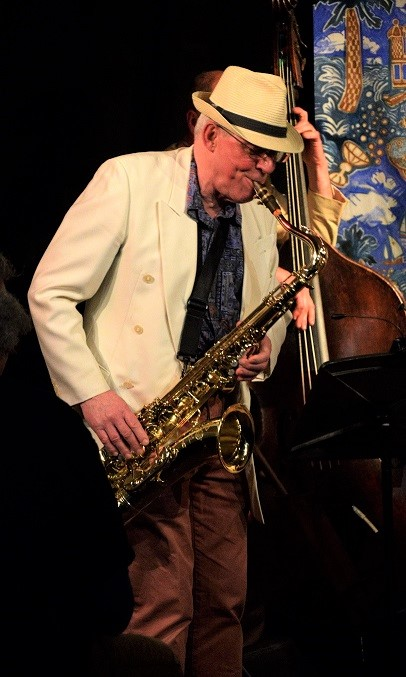
Alan Wakeman (2017, in einer Aufführung von Mike Westbrooks Paintbox Jane)

Alan Wakeman (* 13. Oktober 1947 in Hammersmith, London) ist ein britischer Jazz- und Rock-Saxophonist (Sopran, Alt-, Tenor- und Baritonsaxophon).

## Leben und Wirken
Wakeman begann im Alter von vierzehn Jahren Klarinette zu spielen; in der Highschool spielte er in einer Band Traditional Jazz mit seinem Cousin Rick Wakeman. Mit sechzehn Jahren wechselte er ans Altsaxophon, später ans Tenorsaxophon. Ab 1966 studierte er am London College of Music. Auch gehörte er zum London Youth Jazz Orchestra, mit dem er auch in Bulgarien auftrat.
1968 wurde Wakeman Mitglied des Quartetts von Paul Lytton und bewegte sich zunächst in Richtung Free Jazz. 1970 gründete er ein eigenes Trio mit Bassist Harry Miller, mit dem er am Royal College of Music studierte. Daneben gehörte er zum Ensemble von Graham Collier, an dessen Alben Songs for My Father (1971) und Mosaics (1973) sowie New Conditions (1976) und The Day of the Dead (1978) er beteiligt war. 1972 war er Mitglied des London Jazz Composers Orchestra (Ode). Weiterhin spielte er bei Johnny Dankworth. Daneben war er für Pete Atkin als Studiomusiker tätig  und 1972 und 1973 auch in Alan Gowens Band Gilgamesh (bevor es zum ersten Album der Gruppe kam). Bereits seit 1969 gehörte er zum Ensemble von Mike Westbrook und war an der Aufnahme von dessen Alben Citadel/Room 315 und Love/Dream and Variations beteiligt. Daneben war er in Brian Millers Impulse tätig, um dann ein eigenes Trio mit Nigel Tickler am Bass und John Snow an den Drums zu gründen.
1976 ersetzte Wakeman bei Soft Machine Karl Jenkins und war am Album Softs beteiligt. 1979 trat er mit seinem Oktett beim Camden Jazz Festival auf. Er spielte dann bei David Essex und setzte seine Zusammenarbeit mit Mike Westbrook bis Ende der 1990er Jahre fort, konzentrierte sich aber zunehmend auf die Tätigkeit als Theatermusiker und spielte etwa im Ensemble des Musicals Grease. 1997 gehörte er zu John Williams’ Baritone Band. 2010 trat er in Richard Bakers Band Interplay auf. In den letzten Jahren spielte er bei Westbrook und bei Annie Whitehead.

## Diskographische Hinweise
- The Octet Broadcasts 1969 and 1979 (Gearbox, ed. 2020, mit Alan Skidmore, Mike Osborne bzw. Art Themen,  Paul Nieman bzw. Henry Lowther, Paul Rutherford, John Taylor bzw. Gordon Beck, Lindsay Cooper bzw. Chris Lawrence, Paul Lytton bzw. Nigel Morris)

## Lexikalischer Eintrag
- John Chilton (Hrsg.),Who’s Who of British Jazz. London ; New York : Continuum 2004 (2. Auflage)